# The Least Successful Human Cannonball
The Least Successful Human Cannonball è il quinto album in studio del gruppo thrash metal tedesco Destruction, pubblicato nel 1998 su etichetta autoprodotta Brain Butcher Compact. Dopo questa pubblicazione deludente per pubblico e critica, il gruppo verrà sciolto e riformato completamente due anni dopo da Mike Sifringer grazie alla nuova collaborazione con Schmier.

## Tracce
1. Formless, Faceless, Nameless – 4:27
2. Tick on a Tree – 5:00
3. 263 Dead Popes – 3:09
4. Cellar Soul – 5:47
5. God Gifted – 4:30
6. Autoaggression – 3:47
7. Hoffmannn's Helll – 4:44
8. Brother of Cain – 4:55
9. A Fake Transition – 1:33
10. Continental Drift I – 2:53
11. Continental Drift II – 3:41

## Formazione
- Thomas Rosenmerkel – voce
- Mike Sifringer – chitarra
- Michael Piranio – chitarra
- Christian Engler – basso
- Oliver Kaiser – batteria